# Marco Polo (film 2007)
Marco Polo  − amerykański film telewizyjny z 2007 roku w reżyserii Kevina Connora opowiadający o wyprawie do Chin słynnego weneckiego kupca i podróżnika Marco Polo.

## Treść
Na początku filmu główny bohater odbył już swoją podróż i przebywa w genueńskiej niewoli. Więzienną celę dzieli z nim pisarz Rusticello z Pizy. Jemu to Marco Polo opowiada swoją historię. Rozgrywa się ona w roku 1266, kiedy Marco Polo wraz z towarzyszami, Niccolò i Maffeo, dotarł po wyczerpującej podróży przez całą Azję na dwór Kubilaj-chana. Tam młody Wenecjanin urzekł swym talentem dyplomatycznym władcę Chin, który postanowił zatrzymać go na swoim dworze. Marco Polo dostał od Kubilaj-chana piękny pałac, niewolnika Pedra i piękną nałożnicę Temulun. Marco zaangażował się w życie polityczne Chin, odkrył nadużycia i zbrodnie, jakich dopuścił się dostojnik Achmat. Wdzięczny cesarz uczynił Wenecjanina swym osobistym doradcą i wysłał go z niezwykle ważną i delikatną misją do zbuntowanej prowincji.

## Obsada
- Ian Somerhalder − Marco Polo
- Desiree Ann Siahaan − Temulun/Kensai
- Brian Dennehy − Kubilaj Chan
- Mark Jax − Niccolo Polo
- BD Wong − Pedro
- Yan Luo − Chabi
- Alan Shearman − Maffeo Polo
- Christian Lee − Cogatai
- Kay Tong Lim − Lord Chenchu
- Michael Chow − Chi
- Michael O'Hagan − stary Marco Polo
- Ramin Razaghi Sefati − fizyk perski
- Jiaolong Sun − Chonggu
- Zi Ge Fang − Achmath
- Rodger Bumpass − Rusticello
- Simon Xu − Vanchu
- Daxing Zhang − dowódca rebeliantów
- Joann Connor − włoska służąca Marco Polo
- Richard Harding Gardner − włoski ksiądz #1
- Keagan Kang − włoski ksiądz #2
- Donald Harrison − ksiądz od ostatniego namaszczenia
- Hsu Ming − Kat
- Nicolas Lee − przywódca Mongołów
- Tan Jian Chang − Honsiu
- Er Cha Huo − dowódca kawalerii mongolskiej
- Si Le Hu − młoda Kensai
- Robert Vicencio − giermek Achmatha
- Kar Hoong Thor − astrolog
- Kee Thuan Chye − twórca map
- Yu Beng Lim − birmański ksiądz
- Wee Hong Thomas − mongolski żołnierz
- Melissa Sue Anderson − matka (głos)